# Тиоиндигоидные красители
Тиоиндиго́идные краси́тели — органические соединения, подкласс индигоидных красителей, содержащих тиоиндоксильный фрагмент. Более стойкие, чем их индигоидные варианты по отношению к действию сильных щелочей и окислителей. Применяются в полиграфии, как пигменты, а также в красильном производстве для кубового крашения и печати по тканям.

## Получение
Симметричные тиоиндигоидные красители получают путём окислительной конденсации двух одинаковых производных тиоиндоксила с использованием в качестве окислителя кислорода воздуха, полисульфидов натрия, брома и других соединений. Несимметричные получают из различных производных тиоиндоксила, с промежуточной реакцией первого с 4-нитродиметиланилином и последующим замещением остатка диметиланилина на второе. Некоторые красители группы, например, производные нафталина, можно получить без выделения промежуточных продуктов.

## Применение
Среди представителей класса практическое применение имеют: тиоиндиго красно-коричневый Ж, тиоиндиго алый Ж, тиоиндиго алый К, тиоиндиго фиолетовый, тиоиндиго чёрный, а также родоначальник группы тиоиндиго и ряд его замещённых производных в силу того обстоятельства, что введение боковых заместителей в молекулу приводит к сильным изменениям цвета и получению ярких оттенков. Замещённые производные тиоиндиго могут иметь синий, оранжевый, ярко-розовый и другие цвета.
- Монотиоиндиго (тиоиндиго фиолетовый)
- Тиоиндиго (тиоиндиго красный С)
- Тиоиндиго чёрный